# Бьеловарская ярмарка
Бьеловарская ярмарка или Беловарская ярмарка (хорв. Bjelovarski sajam) — ярмарка, которая проводится в хорватском селе Гудовац около города Беловар и является одной из самых крупных ярмарок на территории бывших югославских республик — похожие крупные ярмарки проводятся в словенском местечке Горня-Радгона и сербском городе Нови-Сад. Осенью 2012 года ярмарку посетили более 50 тысяч человек.

## Описание ярмарки
Окрестности Беловара известны благодаря тому, что там было хорошо развито ремесленное и сельскохозяйственное производство, а также было достаточно много рынков и ярмарок. В 1995 году в окрестностях Беловара была проведена первая Бьеловарская ярмарка: главные события происходили в здании бывшей животноводческой фермы Koopexport в Гудоваце. Организаторами ярмарки и правообладателями на её проведение стали Беловарско-Билогорская жупания и непосредственно город Бьеловар.
Основные события ярмарки приходятся на весну и осень, но есть и ряд небольших ежегодных выставок (выставка достижений пчеловодства, ярмарка лошадей и мелкого рогатого скота). На выставке размещается ряд павильнонов для экспонатов. Есть и несколько закрытых частей ярмарки, где ухаживают за домашними животными: коровами, лошадьми, свиньями, овцами, козами, домашними птицам и др. Также вниманию посетителей предлагаются породы животных, выведенные исключительно в Хорватии: хорватский хладнокровник (конь), туропольские свиньи, бык-бошкарин, хорватский петух и т.д.
В истории независимой Хорватии подобная ярмарка появилась одной из первых (для неё были построены дома охотника и лесника). На ней ежегодно присутствуют представители международных компаний, представители от каждой хорватской жупании; проводятся конференции, презентации и выбор лучших представителей крупного рогатого скота; проводится продажа скота с аукциона; организуются выступления различных культурных ансамблей и коллективов. Церемонию открытия ярмарки проводят представители государства.